# دیدیه استروک
دیدیه استروک (انگلیسی: Didier Astruc؛ زادهٔ ۹ ژوئن ۱۹۴۶) دانشمند در زمینه شیمی اهل فرانسه است. عمده شهرت وی برای کار روی کمپلکس های (Electron-Reservoir) است.